# Aplocheilichthys mahagiensis
Aplocheilichthys mahagiensis är en fiskart som beskrevs av David och Poll, 1937. Aplocheilichthys mahagiensis ingår i släktet Aplocheilichthys och familjen Poeciliidae. Inga underarter finns listade i Catalogue of Life.